# P4 Radio Hele Norge
Pour les articles homonymes, voir P4.
P4 Radio Hele Norge, ou P4, est une radio privée norvégienne. Elle est la première radio privée de Norvège avec 24 % de parts de marché avec environ 1 million d'auditeurs quotidiens et 2 millions par semaine.

## Historique
Le 16 mars 2009, P4 se voit accorder par Medietilsynet (Autorité norvégienne des médias), des licences de radios locales dans toutes les grandes villes norvégiennes. Elle lance alors ce nouveau réseau nommé P5, le 10 janvier 2010.
En 15 janvier 2014, P6 Rock, une nouvelle radio est lancée à l'occasion du développement de la radio numérique en DAB.

## Identité visuelle

### Logos

Logo de P4 du 15 septembre 1993 au 24 janvier 2014
Logo de P4 depuis le 24 janvier 2014